# Gilera Eco
L'Eco è un ciclomotore prodotto dalla Gilera dal 1979 al 1989 facendo parte della galassia Piaggio, condivideva il gruppo motore trasmissione nello specifico del ciclomotore Bravo.
Per il mercato tedesco era chiamato EC1. Per altri, invece,  era chiamato Città.
Prodotto in un'unica serie, era disponibile monomarcia oppure a Variatore
È stato progettato dal designer Paolo Martin.